# Peter Orban
Peter Orban (27. července 1935 - 2002) byl československý a slovenský politik, bezpartijní poslanec Sněmovny národů Federálního shromáždění po sametové revoluci a v 90. letech primátor města Zlaté Moravce.

## Biografie
K roku 1990 se profesně uvádí jako odpovědný geodet Pozemní stavby Nitra, bytem Zlaté Moravce.
V lednu 1990 zasedl v rámci procesu kooptací do Federálního shromáždění po sametové revoluci jako bezpartijní poslanec do slovenské části Sněmovny národů (volební obvod č. 94 - Zlaté Moravce, Západoslovenský kraj). Ve Federálním shromáždění setrval do konce funkčního období, tedy do voleb roku 1990.
V letech 1991-1998 se Ing. Peter Orban uvádí jako primátor (starosta) Zlatých Moravců. Ve funkci se podílel mimo jiné na vzniku městské policie v září 1991. Post primátora obhájil v roce 1994 a do funkce kandidoval opětovně roku 1998. Tehdy je uváděn jako primátor, věk 63 let, kandidující za formaci NSK. Získal ale jen 663 hlasů a skončil na 6. místě. Byl katolického vyznání.